# Kanurennsport-Europameisterschaften 2000
Die Kanurennsport-Europameisterschaften 2000 fanden in Posen in Polen statt. Es waren die 13. Europameisterschaften, Ausrichter war der Europäische Kanuverband ECA. Es war die dritte Ausgabe der Wettkämpfe unter Leitung des ECA.

## Ergebnisse
Insgesamt wurden Wettbewerbe in 26 Kategorien ausgetragen, davon 8 für Frauen.

### Herren

#### Kanadier
| Disziplin | Disziplin | Gold                                                                        | Leistung     | Silber                                                                     | Leistung     | Bronze                                                                    | Leistung     |
| --------- | --------- | --------------------------------------------------------------------------- | ------------ | -------------------------------------------------------------------------- | ------------ | ------------------------------------------------------------------------- | ------------ |
| C1        | 200 m     | Dmitry Sabin                                                                | 41,596 s     | Andreas Dittmer                                                            | 41,724 s     | Martin Doktor                                                             | 41,744 s     |
| C1        | 500 m     | Maxim Alexandrowitsch Opalew                                                | 1:49,107 min | Andreas Dittmer                                                            | 1:49,147 min | Nikolaj Buchalow                                                          | 1:50,517 min |
| C1        | 1000 m    | Martin Doktor                                                               | 4:02,227 min | Andreas Dittmer                                                            | 4:03,067 min | Maxim Alexandrowitsch Opalew                                              | 4:06,637 min |
| C2        | 200 m     | PolenDaniel Jędraszko Paweł Baraszkiewicz                                   | 38,533 s     | TschechienPetr Procházka Jan Břečka                                        | 38,737 s     | RusslandAlexander Artemida Konstantin Fomitschow                          | 38,985 s     |
| C2        | 500 m     | PolenDaniel Jędraszko Paweł Baraszkiewicz                                   | 1:42,309 min | RumänienIosif Anisim Ionel Averian                                         | 1:42,687 min | RusslandAlexander Kowaljow Alexander Kostoglod                            | 1.43,941 min |
| C2        | 1000 m    | PolenPaweł Baraszkiewicz Michał Gajownik                                    | 3:43,665 s   | RumänienIosif Anisim Ionel Averian                                         | 3:43,815 min | RusslandAlexander Kowaljow Alexander Kostoglod                            | 3:43,869 min |
| C4        | 200 m     | TschechienJan Břečka Petr Procházka Karel Kožíšek Petr Fuksa                | 35,515 s     | RumänienErvin Hoffmann Miklós Buzál Attila Végh György Kolonics            | 35,727 s     | UkraineAlexander Mostovenko Michał Śliwiński Serhij Klymnjuk Dmitry Sabin | 35,951 s     |
| C4        | 500 m     | RusslandWladimir Ladoscha Pavel Konovalov Andrei Kabanow Wladislaw Polsunow | 1:33,090 min | RumänienChiriac Marcov Gheorghe Andriev Robert Vinturis Silviu Simioncencu | 1:33,648 min | TschechienGábor Furdok Gábor Ivan Sándor Malomsoki Csaba Hüttner          | 1:33,696 min |
| C4        | 1000 m    | UngarnGyörgy Zala György Kozmann Gábor Furdok Gábor Ivan                    | 3:22,784 min | RumänienGheorghe Andriev Silviu Simioncencu Chiriac Marcov Robert Vinturis | 3:23,954 min | TschechienPetr Netušil Jan Macháč Petr Fuksa Viktor Jiráský               | 3:24,338 min |

#### Kajak
| Disziplin | Disziplin  | Gold                                                                 | Leistung     | Silber                                                                           | Leistung     | Bronze                                                                             | Leistung     |
| --------- | ---------- | -------------------------------------------------------------------- | ------------ | -------------------------------------------------------------------------------- | ------------ | ---------------------------------------------------------------------------------- | ------------ |
| K1        | 200 Meter  | Alvydas Duonėla                                                      | 39,967 s     | Oleksij Sliwinskyj                                                               | 36,991 s     | Jaime Acuña                                                                        | 36,999 s     |
| K1        | 500 Meter  | Ákos Vereckei                                                        | 1:37,944 min | Michael Kolganov                                                                 | 1:38,400 min | Petar Merkow                                                                       | 1:39,144 min |
| K1        | 1000 Meter | Michael Kolganov                                                     | 3:36,502 min | Petar Merkow                                                                     | 3:36,682 min | Lutz Liwowski                                                                      | 3:37,876 min |
| K2        | 200 Meter  | UkraineMychajlo Lutschnik Mykola Sajtschenkow                        | 33,722 s     | DeutschlandTim Wieskötter Ronald Rauhe                                           | 33,890 s     | SlowakeiRastislav Kužel Martin Chorváth                                            | 33,942 s     |
| K2        | 500 Meter  | DeutschlandTim Wieskötter Ronald Rauhe                               | 1:29,859 min | TschechienPavel Holubar Radek Zaruba                                             | 1:30,117 min | UngarnIstván Beé Vince Fehérvári                                                   | 1:31,269 min |
| K2        | 1000 Meter | NorwegenEirik Verås Larsen Nils Olav Fjeldheim                       | 3:18,299 min | UngarnKrisztián Veréb Krisztián Bártfai                                          | 3:19,199 min | RusslandOleg Gorobi Jewgeni Salachow                                               | 3:19,349 min |
| K4        | 200 Meter  | SlowakeiRastislav Kužel Juraj Kadnár Andrej Wiebauer Martin Chorváth | 31,618 s     | UkraineMykola Sajtschenkow Mychajlo Lutschnik Andrij Borsukow Oleksij Sliwinskyj | 31,974 s     | UngarnGyula Kajner István Beé Róbert Hegedűs Vince Fehérvári                       | 32,106 s     |
| K4        | 500 Meter  | DeutschlandStefan Ulm Jan Schäfer Mark Zabel Björn Bach              | 1:21,513 min | SlowakeiJuraj Tarr Richard Riszdorfer Erik Vlček Róbert Erban                    | 1:21,945 min | RusslandAnatoli Tischtschenko Andrei Schtschegolichin Oleg Gorobi Jewgeni Salachow | 1:22,203 min |
| K4        | 1000 Meter | DeutschlandStefan Ulm Jan Schäfer Mark Zabel Björn Bach              | 2:58,890 min | UngarnÁkos Vereckei Botond Storcz Gábor Horváth Zoltán Kammerer                  | 3:00,498 min | BulgarienMilko Kasanow Andrian Duschew Petar Merkow Petar Sibinkić                 | 3:00,846 min |

### Frauen

#### Kajak
| Disziplin | Disziplin  | Gold                                                                        | Leistung     | Silber                                                                      | Leistung     | Bronze                                                                | Leistung     |
| --------- | ---------- | --------------------------------------------------------------------------- | ------------ | --------------------------------------------------------------------------- | ------------ | --------------------------------------------------------------------- | ------------ |
| K1        | 200 Meter  | Rita Kőbán                                                                  | 42,624 s     | Josefa Idem                                                                 | 42,676 s     | Elżbieta Urbańczyk                                                    | 42,824 s     |
| K1        | 500 Meter  | Rita Kőbán                                                                  | 1:51,584 min | Katrin Wagner                                                               | 1:52,824 min | Elżbieta Urbańczyk                                                    | 1:54,094 min |
| K1        | 1000 Meter | Josefa Idem                                                                 | 4:04210 min  | Kinga Bóta                                                                  | 4:04,744 min | Manuela Mucke                                                         | 4:06,777 min |
| K2        | 200 Meter  | PolenBeata Sokołowska-Kulesza Aneta Pastuszka-Konieczna                     | 39,306 s     | DeutschlandKatrin Kieseler Birgit Fischer                                   | 40,854 s     | SpanienBeatriz Manchón Belén Sánchez                                  | 41,210 s     |
| K2        | 500 Meter  | PolenBeata Sokołowska-Kulesza Aneta Pastuszka-Konieczna                     | 1:40,150 min | UngarnKinga Bóta Katalin Kovács                                             | 1:40,348 min | DeutschlandBirgit Fischer Katrin Kieseler                             | 1:42,616 min |
| K2        | 1000 Meter | DeutschlandBirgit Fischer Katrin Kieseler                                   | 3:44,434 min | UngarnErzsébet Viski Ágnes Szadovszki                                       | 3:48,058 min | PolenBeata Sokołowska-Kulesza Aneta Pastuszka-Konieczna               | 3:48,358 min |
| K4        | 200 Meter  | UngarnSzilvia Szabó Erzsébet Viski Kinga Bóta Katalin Kovács                | 35,768 s     | DeutschlandKatrin Wagner-Augustin Birgit Fischer Manuela Mucke Anett Schuck | 36,588 s     | SpanienBeatriz Manchón Ana María Penas Izaskun Aramburu Belén Sánchez | 36,816 s     |
| K4        | 500 Meter  | DeutschlandBirgit Fischer Katrin Wagner-Augustin Anett Schuck Manuela Mucke | 1:31,755 min | UngarnSzilvia Szabó Erzsébet Viski Rita Kőbán Katalin Kovács                | 1:31,895 min | SpanienBelén Sánchez Beatriz Manchón Ana María Penas Izaskun Aramburu | 1:34,895 min |

## Medaillenspiegel
| Platz  | Land        | Gold | Silber | Bronze | Gesamt |
| ------ | ----------- | ---- | ------ | ------ | ------ |
| 1      | Deutschland | 5    | 7      | 3      | 15     |
| 1      | Ungarn      | 5    | 7      | 3      | 15     |
| 3      | Polen       | 5    | 0      | 3      | 8      |
| 4      | Tschechien  | 2    | 2      | 2      | 6      |
| 5      | Ukraine     | 2    | 2      | 1      | 5      |
| 6      | Russland    | 2    | 0      | 6      | 8      |
| 7      | Slowakei    | 1    | 1      | 1      | 3      |
| 8      | Israel      | 1    | 1      | 0      | 2      |
| 8      | Italien     | 1    | 1      | 0      | 2      |
| 10     | Litauen     | 1    | 0      | 0      | 1      |
| 10     | Norwegen    | 1    | 0      | 0      | 1      |
| 12     | Rumänien    | 0    | 4      | 0      | 4      |
| 13     | Bulgarien   | 0    | 1      | 3      | 4      |
| 13     | Spanien     | 0    | 0      | 4      | 4      |
| Gesamt |             | 26   | 26     | 26     | 78     |